# Salanx
Salanx es un género de peces de la familia Salangidae. Fue descrito por el zoólogo francés Georges Cuvier en 1816.

## Especies
- Salanx ariakensis Kishinouye, 1902
- Salanx chinensis (Osbeck, 1765)
- Salanx cuvieri Valenciennes, 1850
- Salanx prognathus (Regan, 1908)
- Salanx reevesii (J. E. Gray, 1831)